# Lars Engberg
Lars Johannes Engberg (født 27. januar 1943, død 16. februar 2017) var formand for Danske Patienter frem til 2016 og tidligere medlem af regionsrådet for Region Hovedstaden, valgt for Socialdemokratiet fra 2006 til 2010.
Lars Engberg blev medlem af Københavns Borgerrepræsentation i 1982 og var medlem frem til 2005. Fra 1990 til 1992 var Engberg borgmester for magistratens 4. afdeling (i dag Teknik- og Miljøforvaltningen) og fra 1992 til og med 1997 borgmester for magistratens 2. afdeling (i dag Sundhedsforvaltningen). Som Sundhedsborgmester var Lars Engberg med til at gennemføre nødvendige, men upopulære reformer af hovedstadens sygehuse, hvilket blandt andet involverede lukningen af Kommunehospitalet. Forslaget om sygehuslukningen resulterede i en omfattende underskriftsindsamling i 1995, hvor 115.000 borgere skrev under i protest over forslaget.
Da socialdemokraten Jens Kramer Mikkelsen forlod posten som overborgmester i utide i 2004, overtog Lars Engberg midlertidigt posten. Lars Engberg var overborgmester fra den 27. oktober 2004 frem til 31. december 2005, hvor han blev afløst af Ritt Bjerregaard. Ved valget i november 2005 blev Lars Engberg valgt som medlem af det nye regionsråd for Region Hovedstaden.
Lars Engberg blev uddannet cand.scient.pol. fra Aarhus Universitet (1974), og har sidenhen arbejdet som fuldmægtig i Miljøministeriet, som ministersekretær for Per Hækkerup og som kontorchef i Københavns Kommune. Fra 2000 til 2010 var Lars Engberg direktør for Nyreforeningen.
Privat dannede Lars Engberg par med Anja Christiansen. Parret har sammen to voksne børn.
| Efterfulgte: Gunna Starck       | Borgmester for Københavns Magistrats 4. afdeling 1990 - 1992 | Efterfulgtes af: Peter Martinussen |
| Efterfulgte: Jørgen Frederiksen | Borgmester for Københavns Magistrats 2. afdeling 1992 - 1997 | Efterfulgtes af: Peter Martinussen |
| Efterfulgte: Hellen Hedemann    | Overborgmester 27. oktober 2004 - 31. december 2005          | Efterfulgtes af: Ritt Bjerregaard  |